# چن (خواننده)
کیم جونگ-ده (به هانگول: 김종대؛ زادهٔ ۲۱ سپتامبر ۱۹۹۲)، که با نام هنری چِن (به هانگول: 첸، به انگلیسی: Chen) شناخته می‌شود، یک خواننده و ترانه‌سرای اهل کره جنوبی است. او در سال ۲۰۱۲ به‌عنوان عضوی از گروه موسیقی چینی-کره‌ای اکسو و زیرمجموعهٔ آن اکسو-ام شروع به‌کار کرد، او همچنین عضو زیرمجموعهٔ اکسو-سی‌بی‌اکس است.

## زندگی و حرفه
چن در ۲۱ سپتامبر ۱۹۹۲، در ده‌جون متولد شد و دوران کودکی خود را در محلهٔ جونگ‌وانگ-دونگ شی‌هونگ گذراند. او در سال ۲۰۱۷، در دورهٔ ام‌بی‌ای رشتهٔ تبلیغات رسانه، در دانشگاه هان‌یانگ شروع به تحصیل کرد.
چن در ۱۶ اکتبر، تک‌آهنگ دیجیتال «سلام» را منتشر کرد و در همان روز اعلام شد، در ۲۶ اکتبر ۲۰۲۰، خدمت سربازی خود را آغاز کرد.

## زندگی شخصی

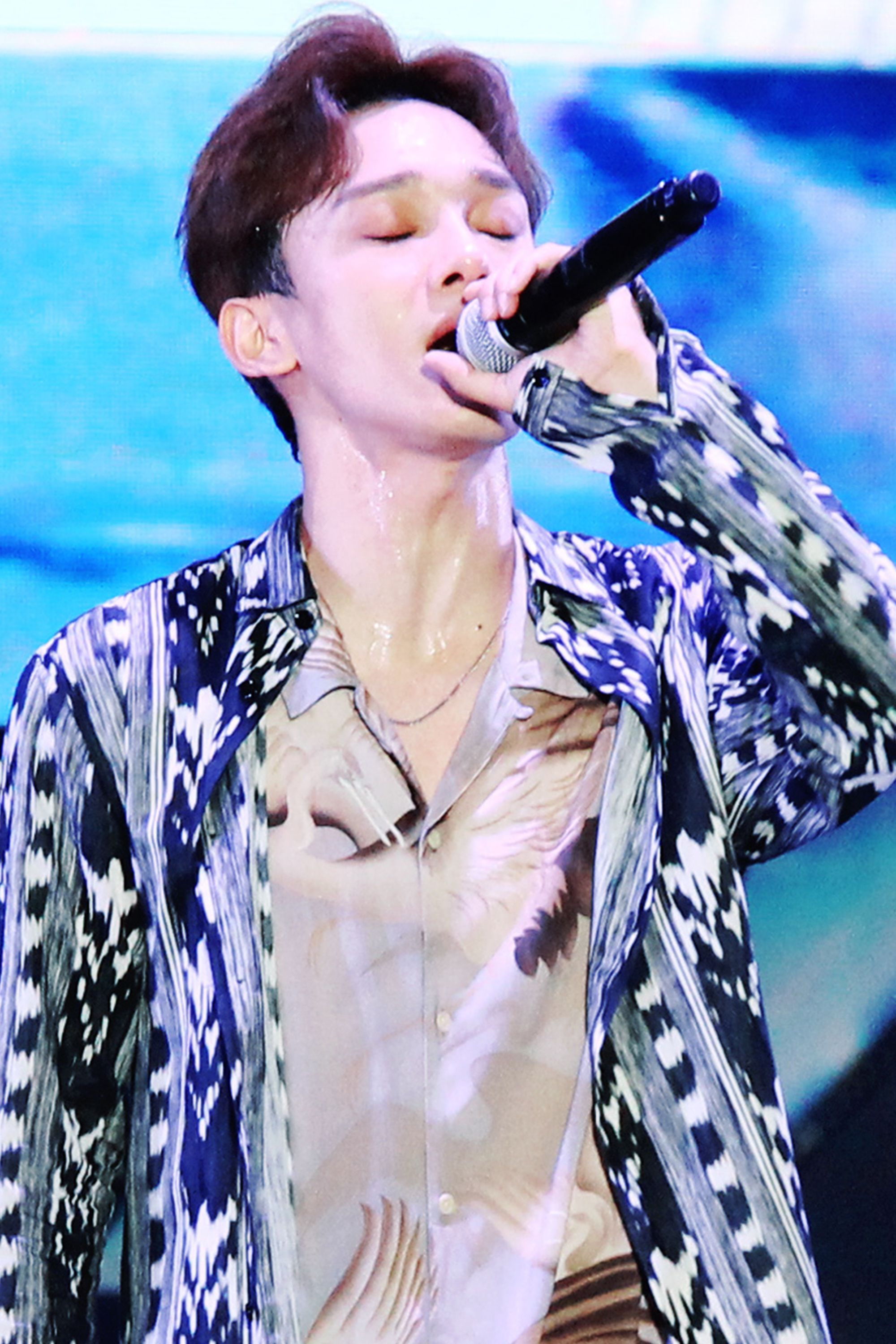
کیم جونگ-ده در سال 2018

چن در ۱۳ ژانویهٔ ۲۰۲۰، خبر ازدواج خود را طی نامه‌ای به طرفداران اعلام کرد، همسر وی فردی غیر سلبریتی است و مراسم ازدواج او در تاریخ ۲۲ اکتبر ۲۰۲۳ برگزار شد. اولین فرزند دختر آن‌ها در ۲۹ آوریل ۲۰۲۰ متولد شد. و دومین فرزند دختر او در ۱۹ ژانویهٔ ۲۰۲۲ متولد شد.

## ترانه‌شناسی

### آلبوم‌های چندآهنگه
- آوریل و یک گل (۲۰۱۹)
- عزیزترین عزیزم (۲۰۱۹)
- صحنه آخر(2022)

## فیلم‌شناسی

### سریال‌ها
| سال  | عنوان              | نقش  | شبکه      | توضیحات |
| ---- | ------------------ | ---- | --------- | ------- |
| ۲۰۱۵ | «همسایه بغلی اکسو» | خودش | ناور تی‌وی | —       |

### تئاترهای موزیکال
| سال  | عنوان        | نقش | توضیحات |
| ---- | ------------ | --- | ------- |
| ۲۰۱۵ | «در بلندی‌ها» | بنی | —       |